# Paura in città
Paura in città è un film del 1976, diretto da Giuseppe Rosati, con protagonista Maurizio Merli.

## Trama
A Roma dodici detenuti, capeggiati dall'omicida Alberto Lettieri, evadono dal carcere di Regina Coeli, uccidendo anche alcuni informatori che hanno contribuito alla loro cattura. Il caso viene affidato al commissario Mario Murri, richiamato appositamente a Roma, un poliziotto dai metodi molto violenti che spesso si scontra coi suoi superiori ed è mal visto dalla magistratura. Murri, che ha perduto moglie e figlia per mano della banda Lettieri, scopre interrogando Laura, la giovane nipote di Giacomo Masoni, ex responsabile d'un settore ferroviario e costretto da Lettieri a evadere con lui, una pista capace di condurlo a Lettieri: con ogni probabilità, il bandito si servirà di Giacomo per assaltare un convoglio e impadronirsi d'un carico di banconote destinate al macero, del valore di alcune decine di miliardi di lire, che un treno porterà da Milano a Roma. Nell'epilogo l'assalto fallisce in un sanguinoso conflitto con la polizia, nel quale Murri può finalmente chiudere -alla sua maniera- il conto con Lettieri. Sciolta la tensione del dramma, in chiusura vediamo Murri e Laura in aeroporto, per l'avvio -altrove- di un possibile futuro insieme.

## Produzione
Pellicola afferente al filone poliziottesco, allora all'apice del suo successo tra il pubblico.

## Distribuzione
Il film è stato distribuito nelle sale cinematografiche italiane il 14 settembre 1976.
Venne in seguito distribuito anche in Turchia (4 settembre 1978) ed in Francia con il titolo La peur règne sur la ville (2 novembre 1983).
Fu in seguito distribuito anche nei Paesi anglofoni: in Gran Bretagna con il titolo Fear in the city mentre negli Stati Uniti fu editato con i titoli Hot Stuff e Street War.
Negli anni 2000 è stato distribuito in formato DVD per il mercato home-video.

## Accoglienza

### Incassi
Il film risultò l'88° miglior incasso registrato in Italia nella stagione cinematografica 1976-1977.